# Kosmas (Peloponneso)
Kosmas (in greco Λεβίδι?) è una ex comunità della Grecia nella periferia del Peloponneso di 591 abitanti secondo i dati del censimento 2001.
È stata soppressa a seguito della riforma amministrativa detta Programma Callicrate in vigore dal gennaio 2011 ed è ora compresa nel comune di Notia Kynouria.